# Club Atlético Unión
El Club Atlético Unión, també conegut com a Unión de Santa Fe, és un club esportiu, destacat en futbol, argentí de la ciutat de Santa Fe, a la Província de Santa Fe.

## Història
El club va ser fundat el 15 d'abril de 1907 per 14 ex socis del Santa Fe Foot-ball Club, un club que en aquells anys havia desaparegut. El nom original del club fou Club United i adoptà els colors vermell i blanc de l'històric Alumni. Poc temps després canvià el nom per l'actual Club Atlético Unión de Santa Fe.
Començà jugant a la lliga local i el 1913 es va inscriure al Campionat Regional de Rosario. El 1931 es fundà la Liga Santafesina de Fútbol i el club aconseguí el primer campionat. A partir de 1932 el club practica oficialment el basquetbol. El 1940 es va inscriure a l'AFA, començant a participar en la Segunda División de Ascenso.

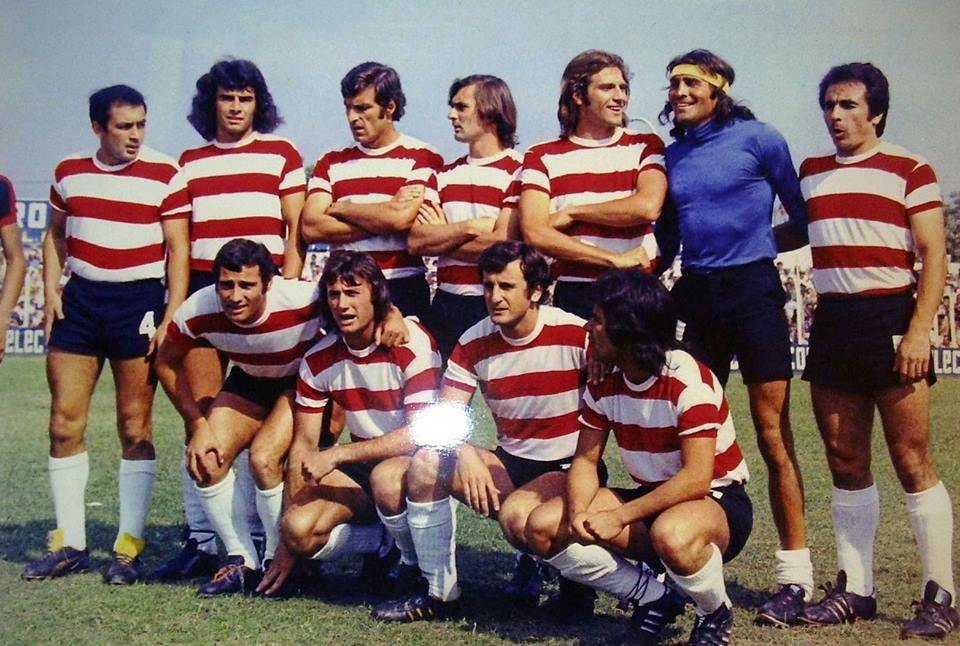
Equip del 1975, que va realitzar una gran tasca a primera divisió, acabant en 4a posició.

El 1966, després de vèncer el Club Atlético Talleres de Remedios de Escalada, es proclamà campió de segona divisió i ascendí a primera. El 1968 aconsegueix el seu segon ascens a primera divisió, en vèncer el Nueva Chicago per 3 a 0 al darrer partit. Altres ascensos els aconseguí el 1974, el 1989 vencent el seu gran rival Colón de Santa Fe i el 1996, romanent a primera fins al 2003.
La seva millor temporada fou el 1979, on aconseguí el subcampionat argentí, essent derrotat pel River Plate a la final del campionat Nacional.

## Palmarès

### Torneigs locals
- Liga Santafesina de Foot Ball (4): 1915, 1917, 1919, 1920[1]
- Federación Santafesina (3): 1924, 1926, 1928[1]
- Liga Santafesina de Fútbol (29): 1932, 1934, 1935, 1936, 1938, 1939, 1940, 1942, 1953, 1954, 1955, 1956, 1959, 1961, 1962, 1963, 1964, 1965, 1966, 1967, 1971, clasificatorio 1971, selectivo 1971, 1974, 1979, 1994, Apertura 2000, Apertura 2003, Apertura 2010[1]

### Torneigs nacionals
- Primera B Argentina (1): 1966
- Subcampionat argentí (1): Torneo Nacional 1979

### Torneigs amistosos
- Copa Manuel J. Menchaca (2): 1916, 1917
- Trofeo Gobierno Provincia Santa Fe: 1977
- Copa San Martín de Tours: 1979
- II Copa Sólo Fútbol: 1994
- Centenario Club Atlético Pilar: 2006

### Basquetbol
- Campeonato Argentino de Clubes:
  - 1983

## Jugadors destacats
- Leopoldo Luque
- Nery Pumpido
- José Luis Marzo
- Fernando Alí
- Pablo de las Mercedes Cárdenas

## Altres seccions
El CA Unión és un club poliesportiu. A més del futbol, el club té seccions d'esgrima, hoquei, tir amb arc, botxes, voleibol, polo, patinatge, karate, natació, criquet i softbol.
Unión també juga la segunda divisió de la lliga argentina de bàsquet, el TNA. Aquí el jugador de bàsquet argentí Carlos Delfino inició seva carrera.